# Giragur, Piriyapatna
Giragur là một làng thuộc tehsil Piriyapatna, huyện Mysore, bang Karnataka, Ấn Độ.